# Couze-et-Saint-Front
Pour les articles homonymes, voir Couze et Saint-Front.
Couze-et-Saint-Front est une commune française située dans le département de la Dordogne, en région Nouvelle-Aquitaine.

## Géographie

### Généralités
Dans le sud du département de la Dordogne, en Bergeracois, la commune rurale de Couze-et-Saint-Front est entièrement située en rive gauche de la Dordogne.
Le bourg de Couze-et-Saint-Front, à l'intersection des routes départementales (RD) 37 et 660, se situe, en distances orthodromiques, trois kilomètres à l'ouest de Lalinde et dix-huit kilomètres à l'est de Bergerac.
Le territoire communal est également desservi au nord-est par la RD 29 et au nord-ouest par la RD 37E1.
Entre Lalinde et Lanquais, le sentier de grande randonnée GR 6 traverse le territoire communal sur environ cinq kilomètres, du nord-est à l'ouest, passant devant les trois églises de la commune. Au nord-est, le GR 6E qui débutait précédemment en rive gauche de la Dordogne, au pont de Lalinde en direction de Saint-Avit-Sénieur, démarre désormais 500 mètres plus loin, après l'église (ou chapelle) Saint-Front.

### Communes limitrophes
Couze-et-Saint-Front est limitrophe de six autres communes dont Baneuil au nord-ouest sur moins de 400 mètres. Au sud-est, le territoire de Bourniquel est distant de moins de 500 mètres.
| Baneuil  | Lalinde              |          |
| Varennes | Couze-et-Saint-Front | Pontours |
| Lanquais | Bayac                |          |

### Géologie et relief

#### Géologie
Situé sur la plaque nord du Bassin aquitain et bordé à son extrémité nord-est par une frange du Massif central, le département de la Dordogne présente une grande diversité géologique. Les terrains sont disposés en profondeur en strates régulières, témoins d'une sédimentation sur cette ancienne plate-forme marine. Le département peut ainsi être découpé sur le plan géologique en quatre gradins différenciés selon leur âge géologique. Couze-et-Saint-Front est située dans le troisième gradin à partir du nord-est, un plateau formé de calcaires hétérogènes du Crétacé.
Les couches affleurantes sur le territoire communal sont constituées de formations superficielles du Quaternaire et de roches sédimentaires datant pour certaines du Cénozoïque, et pour d'autres du Mésozoïque. La formation la plus ancienne, notée c5c, date du Campanien 3, une alternance de marnes à glauconie et de calcaires crayo-marneux jaunâtres. La formation la plus récente, notée CFvs, fait partie des formations superficielles de type colluvions carbonatées de vallons secs : sable limoneux à débris calcaires et argile sableuse à débris. Le descriptif de ces couches est détaillé dans  les feuilles « no 806 - Bergerac » et « no 807 - Le Bugue » de la carte géologique au 1/50 000 de la France métropolitaine, et leurs notices associées,.

Carte géologique de Couze-et-Saint-Front.

#### Relief et paysages
Le département de la Dordogne se présente comme un vaste plateau incliné du nord-est (491 m, à la forêt de Vieillecour dans le Nontronnais, à Saint-Pierre-de-Frugie) au sud-ouest (2 m à Lamothe-Montravel). L'altitude du territoire communal varie quant à elle entre 25 m au nord-ouest, là où la Dordogne quitte la commune pour servir de limite entre celles de Varennes et Baneuil, et 143 m au sud, au lieu-dit Pécoral.
Dans le cadre de la Convention européenne du paysage entrée en vigueur en France le 1er juillet 2006, renforcée par la loi du 8 août 2016 pour la reconquête de la biodiversité, de la nature et des paysages, un atlas des paysages de la Dordogne a été élaboré sous maîtrise d’ouvrage de l’État et publié en octobre 2020. Les paysages du département s'organisent en huit unités paysagères et 14 sous-unités. La commune fait partie du Périgord noir, un paysage vallonné et forestier, qui ne s’ouvre que ponctuellement autour de vallées-couloirs et d’une multitude de clairières de toutes tailles. Il s'étend du nord de la Vézère au sud de la Dordogne (en amont de Lalinde) et est riche d’un patrimoine exceptionnel.
La superficie cadastrale de la commune publiée par l'Insee, qui sert de référence dans toutes les statistiques, est de 8,19 km2,,. La superficie géographique, issue de la BD Topo, composante du Référentiel à grande échelle produit par l'IGN, est quant à elle de 8,25 km2.

### Hydrographie

#### Réseau hydrographique
La commune est située dans le bassin de la Dordogne au sein du Bassin Adour-Garonne. Elle est drainée par la Dordogne, la Couze et un petit cours d'eau qui constituent un réseau hydrographique de 10 km de longueur totale,.
La Dordogne, d'une longueur totale de 483,1 km, prend naissance sur les flancs du puy de Sancy (1 885 m), dans la chaîne des monts Dore, traverse six départements dont la Dordogne dans sa partie sud, et conflue avec la Garonne à Bayon-sur-Gironde, pour former l'estuaire de la Gironde,. Elle borde la commune au nord d'est en ouest sur plus de quatre kilomètres et demi, face à Lalinde et Baneuil.
La Couze, d'une longueur totale de 30,09 km, prend sa source dans la commune de Pays de Belvès (territoire de l'ancienne commune de Fongalop) et se jette dans la Dordogne en rive gauche au nord du bourg de Couze-et-Saint-Front, face à Lalinde,. Elle arrose l'ouest de la commune sur près de deux kilomètres, se séparant en deux bras à plusieurs reprises en formant des îles, et traversant le bourg.

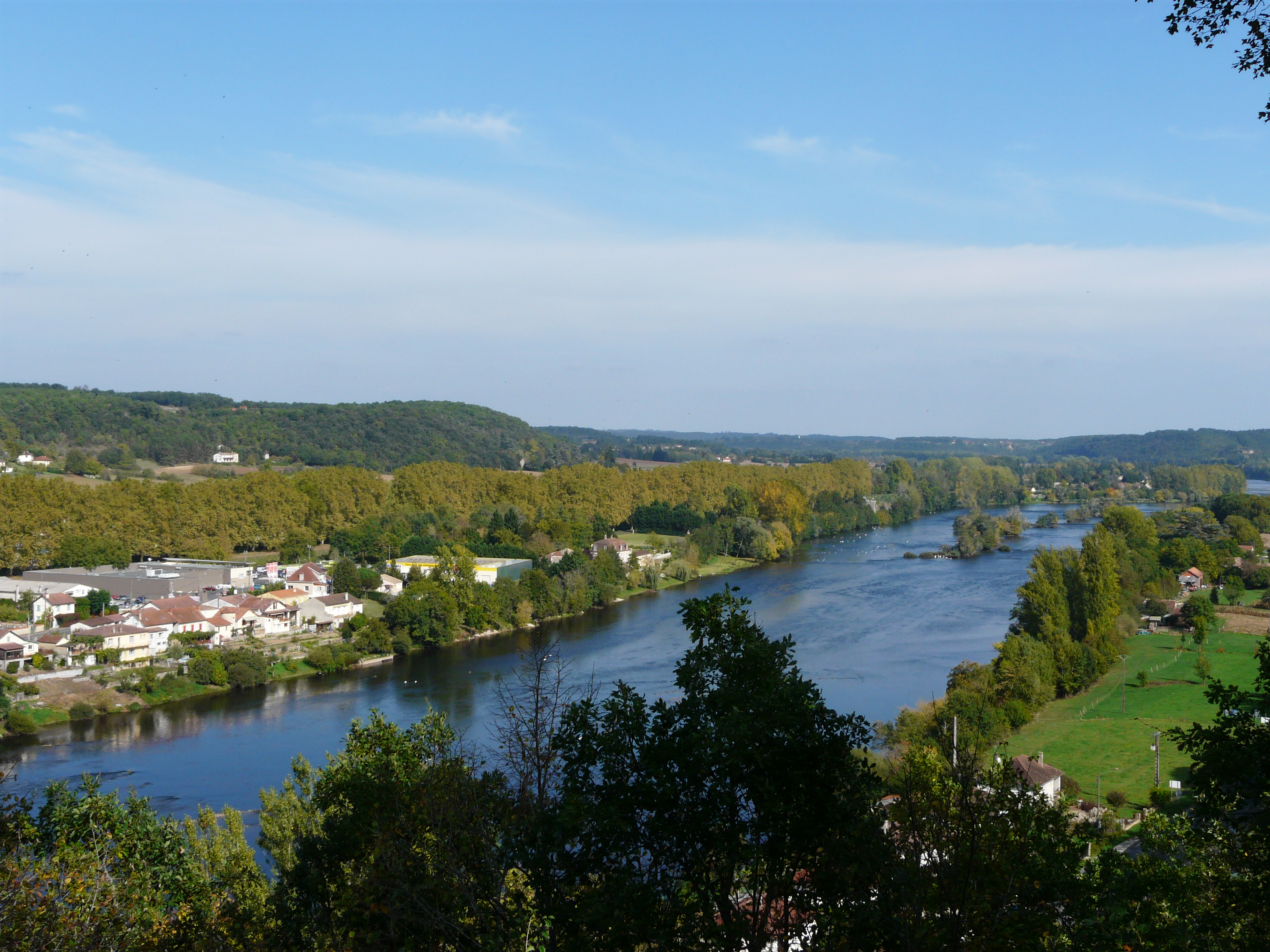
La vallée de la Dordogne vue depuis la commune de Couze-et-Saint-Front, face à Lalinde.
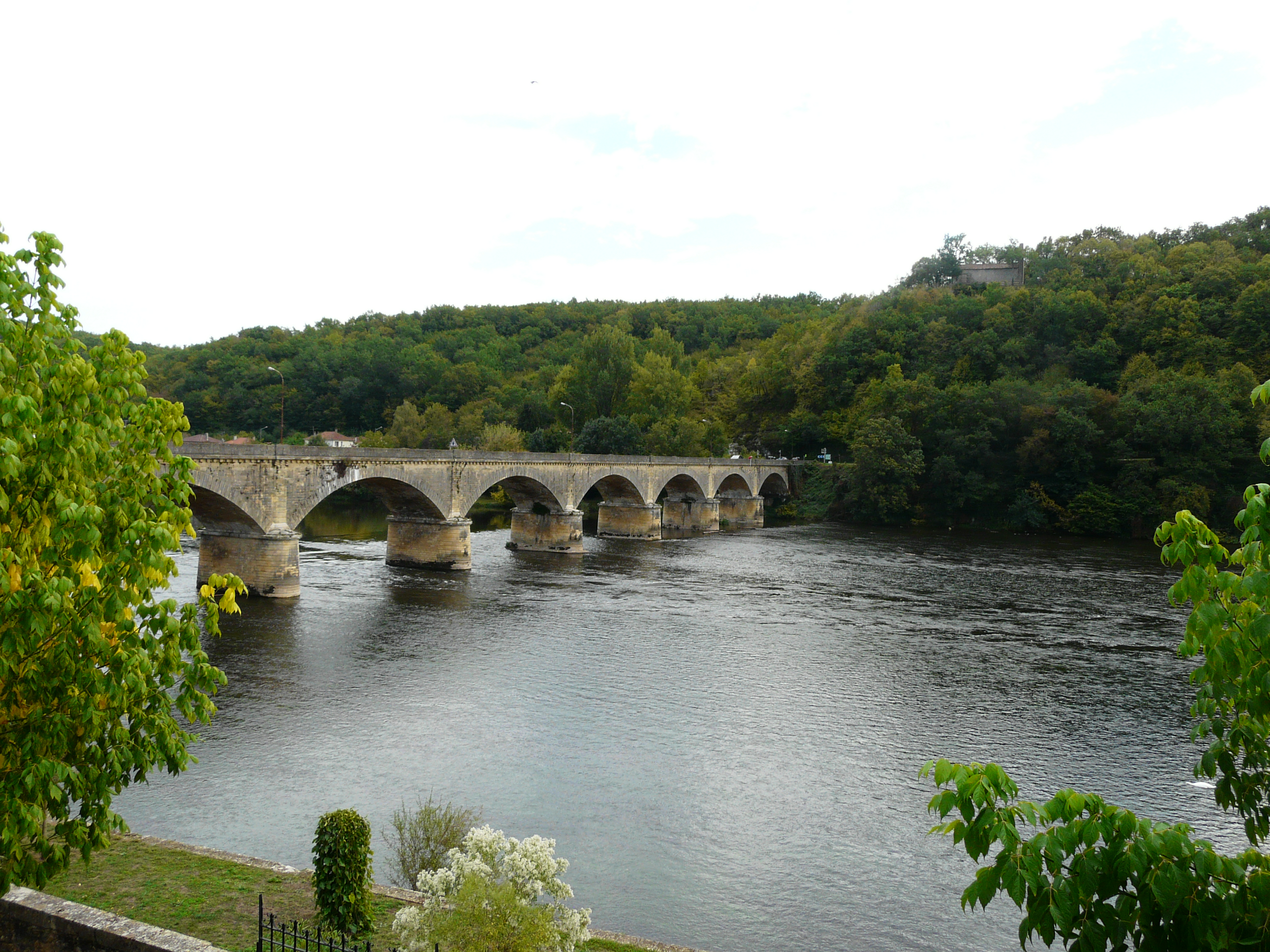
Le pont de Lalinde sur la Dordogne. Au fond, la commune de Couze-et-Saint-Front.
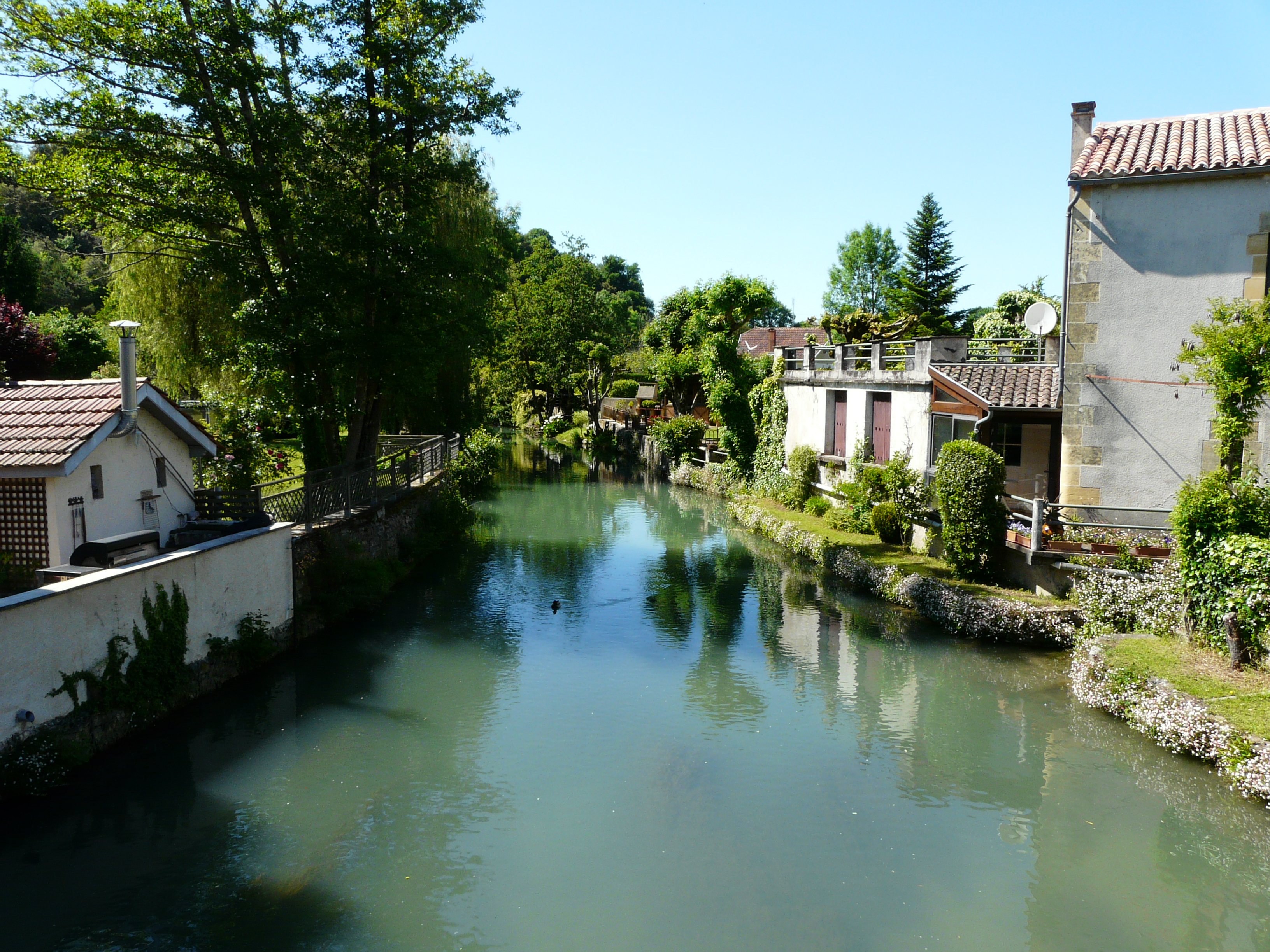
La Couze dans le bourg de Couze-et-Saint-Front.
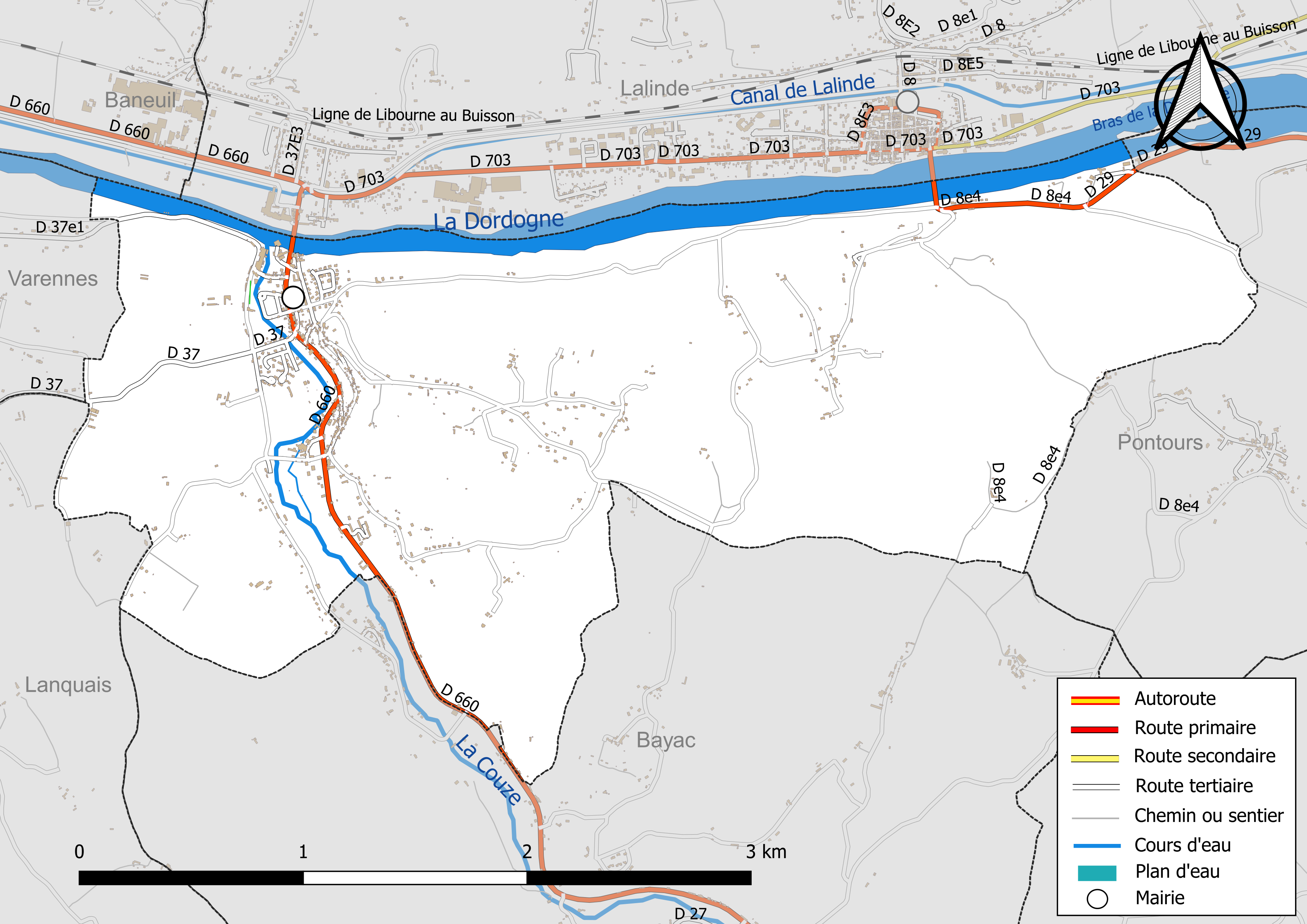
Réseaux hydrographique et routier de Couze-et-Saint-Front.

#### Gestion et qualité des eaux
Le territoire communal est couvert par le schéma d'aménagement et de gestion des eaux (SAGE) « Dordogne Atlantique ». Ce document de planification, dont le territoire correspond au sous‐bassin le plus aval du bassin versant de la Dordogne (aval de la confluence Dordogne - Vézère)., d'une superficie de 2 700 km2 est en cours d'élaboration. La structure porteuse de l'élaboration et de la mise en œuvre est l'établissement public territorial de bassin de la Dordogne (EPIDOR). Il définit sur son territoire les objectifs généraux d’utilisation, de mise en valeur et de protection quantitative et qualitative des ressources en eau superficielle et souterraine, en respect des objectifs de qualité définis dans le troisième SDAGE  du Bassin Adour-Garonne qui couvre la période 2022-2027, approuvé le 10 mars 2022.
La qualité des eaux de baignade et des cours d’eau peut être consultée sur un site dédié géré par les agences de l’eau et l’Agence française pour la biodiversité.

### Climat
Pour des articles plus généraux, voir Climat de la Nouvelle-Aquitaine et Climat de la Dordogne.
Historiquement, la commune est exposée à un climat océanique aquitain.  
En 2020, Météo-France publie une typologie des climats de la France métropolitaine dans laquelle la commune est exposée à un climat océanique altéré et est dans la région climatique  Aquitaine, Gascogne, caractérisée par une pluviométrie abondante au printemps, modérée en automne, un faible ensoleillement au printemps, un été chaud (19,5 °C), des vents faibles, des brouillards fréquents en automne et en hiver et des orages fréquents en été (15 à 20 jours).
Pour la période 1971-2000, la température annuelle moyenne est de 12,5 °C, avec  une amplitude thermique annuelle de 15 °C. Le cumul annuel moyen de précipitations est de 878 mm, avec 12,3 jours de précipitations en janvier et 6,9 jours en juillet. Pour la période 1991-2020, la température moyenne annuelle observée sur la station météorologique la plus proche, située sur la commune de Bergerac à 18 km à vol d'oiseau, est de 13,2 °C et le cumul annuel moyen de précipitations est de 792,9 mm,. Pour l'avenir, les paramètres climatiques de la commune estimés pour 2050 selon différents scénarios d’émission de gaz à effet de serre sont consultables sur un site dédié publié par Météo-France en novembre 2022.

### Milieux naturels et biodiversité

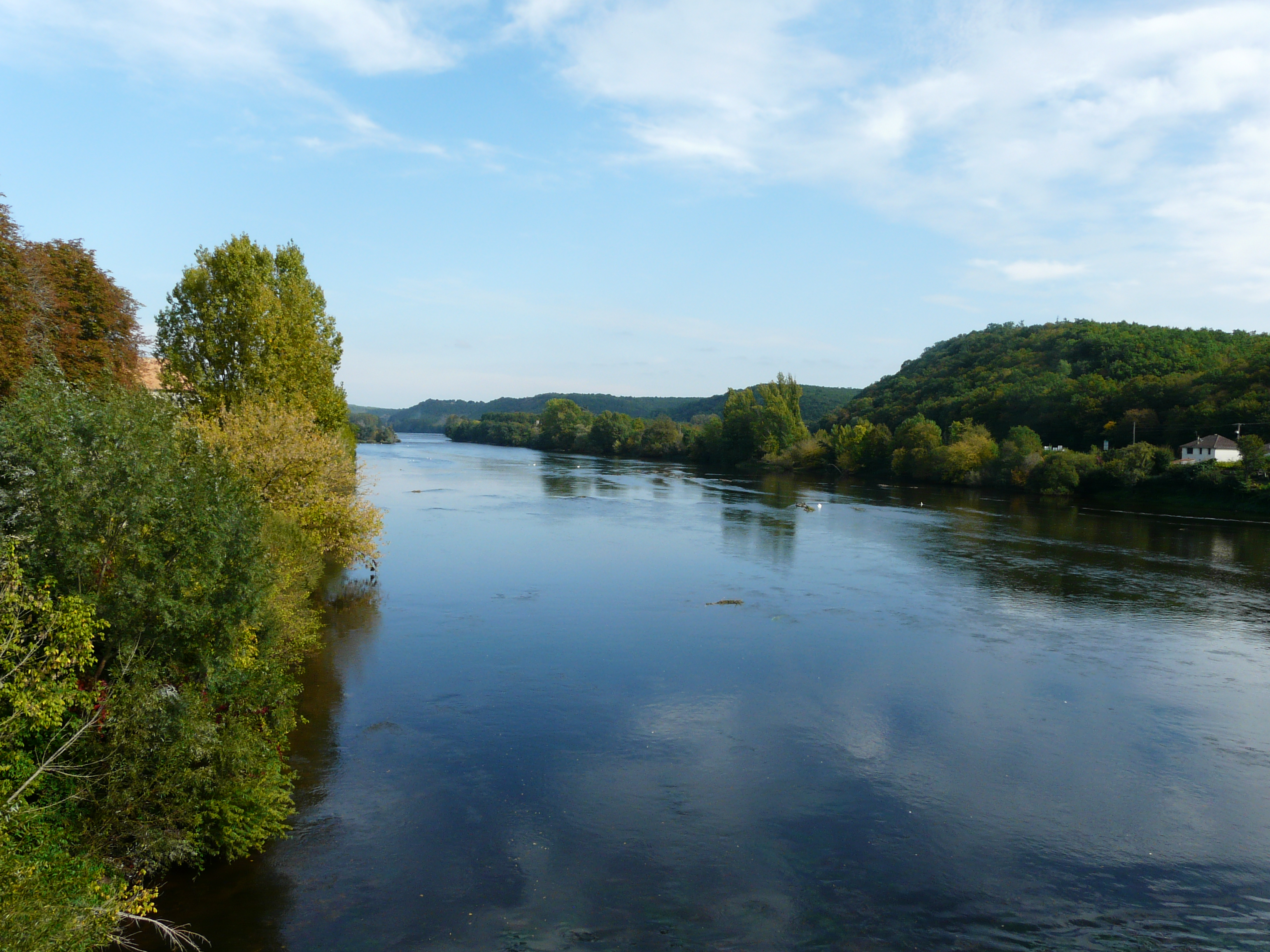
La Dordogne entre Lalinde à gauche et Couze-et-Saint-Front à droite.

#### Natura 2000
La Dordogne est un site du réseau Natura 2000 limité aux départements de la Dordogne et de la Gironde, et qui concerne les 103 communes riveraines de la Dordogne, dont Couze-et-Saint-Front,. Seize espèces animales et une espèce végétale inscrites à l'annexe II de la directive 92/43/CEE de l'Union européenne y ont été répertoriées.
La zone Coteaux calcaires de la vallée de la Dordogne, qui s'étend au total sur 3 686 hectares et est partagée avec vingt-quatre autres communes, fait également partie du réseau Natura 2000,. Deux espèces de chauves-souris inscrites à l'annexe II de la directive 92/43/CEE de l'Union européenne y ont été répertoriées : le Grand rhinolophe (Rhinolophus ferrumequinum) et le Petit rhinolophe (Rhinolophus hipposideros). Sur la commune, elle s'étend sur environ une quarantaine d'hectares et correspond aux coteaux situés au sud de la Dordogne, face à la bastide de Lalinde.

#### ZNIEFF
Couze-et-Saint-Front fait partie des 102 communes concernées par la zone naturelle d'intérêt écologique, faunistique et floristique (ZNIEFF) de type II « La Dordogne »,, dans laquelle ont été répertoriées huit espèces animales déterminantes et cinquante-sept espèces végétales déterminantes, ainsi que quarante-trois autres espèces animales et trente-neuf autres espèces végétales.

## Urbanisme

### Typologie
Au 1er janvier 2024, Couze-et-Saint-Front est catégorisée commune rurale à habitat dispersé, selon la nouvelle grille communale de densité à 7 niveaux définie par l'Insee en 2022.
Elle appartient à l'unité urbaine de Lalinde, une agglomération intra-départementale dont elle est une commune de la banlieue,. Par ailleurs la commune fait partie de l'aire d'attraction de Bergerac, dont elle est une commune de la couronne,. Cette aire, qui regroupe 73 communes, est catégorisée dans les aires de 50 000 à moins de 200 000 habitants,.

### Occupation des sols
L'occupation des sols de la commune, telle qu'elle ressort de la base de données européenne d’occupation biophysique des sols Corine Land Cover (CLC), est marquée par l'importance des forêts et milieux semi-naturels (51,2 % en 2018), en diminution par rapport à 1990 (52,2 %). La répartition détaillée en 2018 est la suivante : 
forêts (51,2 %), zones agricoles hétérogènes (16,2 %), prairies (15,6 %), zones urbanisées (7,8 %), eaux continentales (5,6 %), terres arables (3,7 %). L'évolution de l’occupation des sols de la commune et de ses infrastructures peut être observée sur les différentes représentations cartographiques du territoire : la carte de Cassini (XVIIIe siècle), la carte d'état-major (1820-1866) et les cartes ou photos aériennes de l'IGN pour la période actuelle (1950 à aujourd'hui).

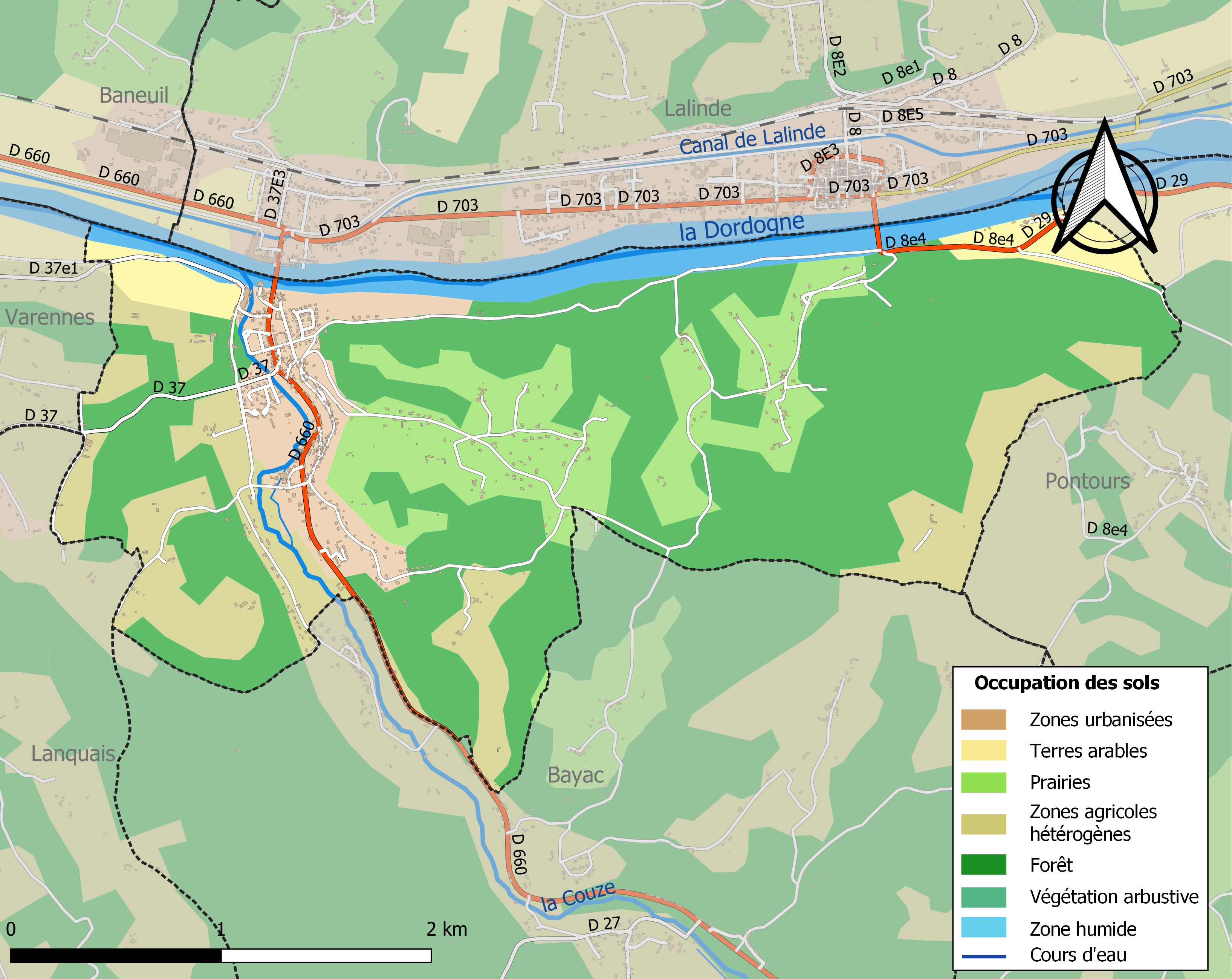
Carte des infrastructures et de l'occupation des sols de la commune en 2018 (CLC).

### Prévention des risques
Le territoire de la commune de Couze-et-Saint-Front est vulnérable à différents aléas naturels : météorologiques (tempête, orage, neige, grand froid, canicule ou sécheresse), inondations, feux de forêts, mouvements de terrains et séisme (sismicité très faible). Il est également exposé à deux risques technologiques, et  le risque industriel et la rupture d'un barrage. Un site publié par le BRGM permet d'évaluer simplement et rapidement les risques d'un bien localisé soit par son adresse soit par le numéro de sa parcelle.

#### Risques naturels
Certaines parties du territoire communal sont susceptibles d’être affectées par le risque d’inondation par débordement de cours d'eau, notamment la Dordogne et la Couze. La commune a été reconnue en état de catastrophe naturelle au titre des dommages causés par les inondations et coulées de boue survenues en 1982, 1993, 1996 et 1999,. Le risque inondation est pris en compte dans l'aménagement du territoire de la commune par le biais du plan de prévention des risques inondation (PPRI) de la « Dordogne Centre », couvrant 20 communes et approuvé le 23 décembre 2008, pour les crues de la Dordogne,.
Couze-et-Saint-Front est exposée au risque de feu de forêt. L’arrêté préfectoral du 14 mars 2013 fixe les conditions de pratique des incinérations et de brûlage dans un objectif de réduire le risque de départs d’incendie. À ce titre, des périodes sont déterminées : interdiction totale du 15 février au 15 mai et du 15 juin au 15 octobre, utilisation réglementée du 16 mai au 14 juin et du 16 octobre au 14 février. En septembre 2020, un plan inter-départemental de protection des forêts contre les incendies (PidPFCI) a été adopté pour la période 2019-2029,.

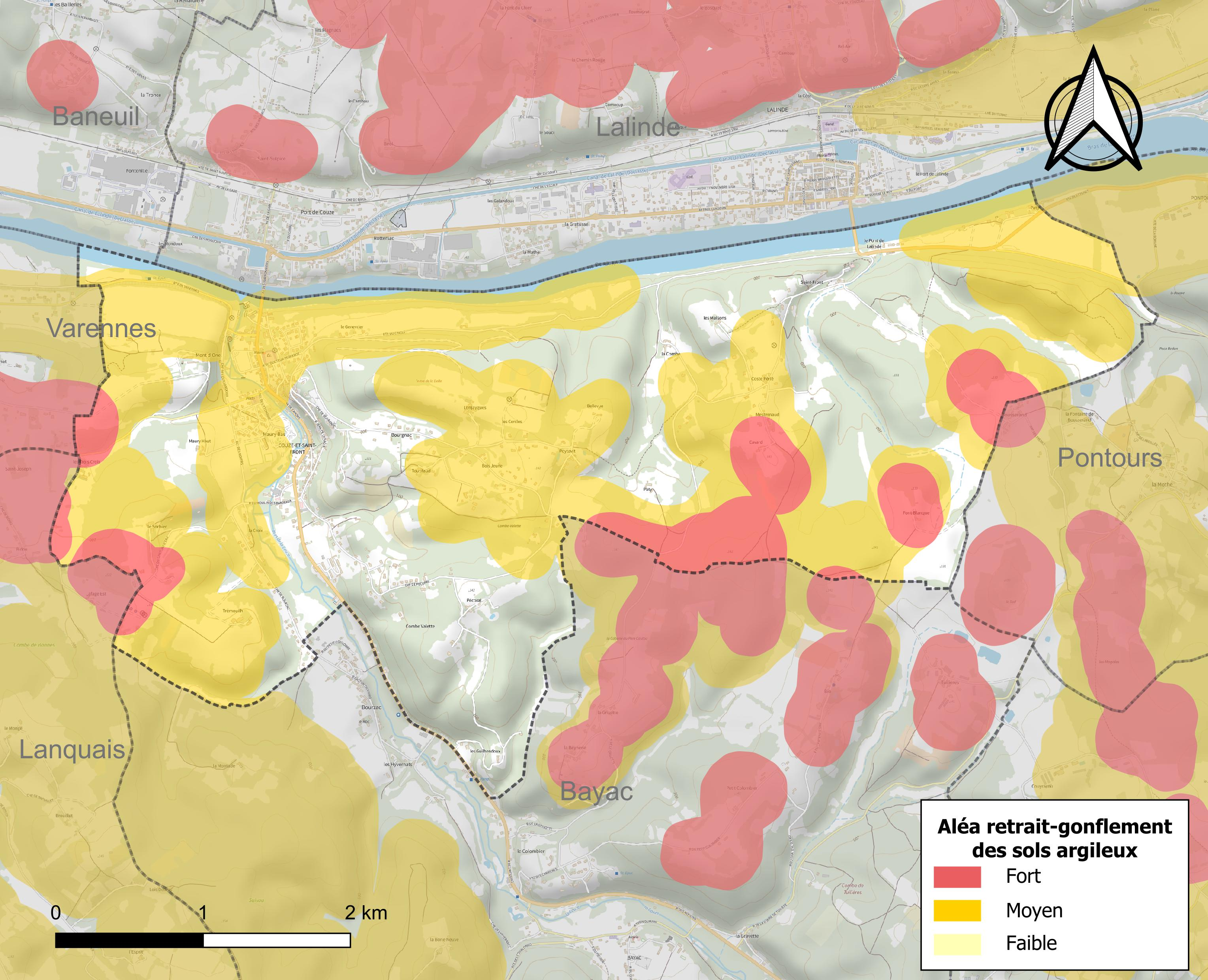
Carte des zones d'aléa retrait-gonflement des sols argileux de Couze-et-Saint-Front.

Les mouvements de terrains susceptibles de se produire sur la commune sont des affaissements et effondrements liés aux cavités souterraines (hors mines) et des tassements différentiels. Afin de mieux appréhender le risque d’affaissement de terrain, un inventaire national permet de localiser les éventuelles cavités souterraines sur la commune. Le retrait-gonflement des sols argileux est susceptible d'engendrer des dommages importants aux bâtiments en cas d’alternance de périodes de sécheresse et de pluie. 57,9 % de la superficie communale est en aléa moyen ou fort (58,6 % au niveau départemental et 48,5 % au niveau national métropolitain). Depuis le 1er octobre 2020, en application de la loi ÉLAN, différentes contraintes s'imposent aux vendeurs, maîtres d'ouvrages ou constructeurs de biens situés dans une zone classée en aléa moyen ou fort,.
La commune a été reconnue en état de catastrophe naturelle au titre des dommages causés par la sécheresse en 2011 et par des mouvements de terrain en 1999 et 2001.

#### Risques technologiques
La commune est exposée au risque industriel du fait qu'une partie de son territoire est dans le périmètre du plan de prévention des risques technologiques (PPRT) du site Polyrey SA, une entreprise soumise à la directive européenne SEVESO, classée seuil haut
La commune est en outre située en aval du barrage de Bort-les-Orgues, un ouvrage de classe A situé dans le département de la Corrèze et faisant l'objet d'un PPI depuis 2009. À ce titre elle est susceptible d’être touchée par l’onde de submersion consécutive à la rupture de cet ouvrage.

## Toponymie
En occitan, la commune porte le nom Cosa e Sent Front.

## Histoire
En 1829, les communes de Couze et de Saint-Front fusionnent sous le nom de Couze-et-Saint-Front.
En juillet 1892, en limite des communes de Couze et de Monsac[Information douteuse], un enfant de cinq à six ans s'amusait sur la route, devant la maison paternelle, quand un loup énorme, sortant d'un bois voisin, se précipita sur lui. Du premier coup de mâchoire, les vêtements seuls furent atteints, et comme le pauvre petit poussait des cris aigus, on accourut de ce côté. Mais le fauve emportait sa proie et disparaissait dans les fourrés. Par bonheur, les vêtements de l'enfant, des loques plus ou moins solidement rapiécées, se déchirèrent, et la mère qui s'était lancée à la poursuite du loup, eut la joie de trouver le pauvre petit, évanoui mais sans blessure, à quelques mètres de la lisière du bois. Malheureusement, l'enfant, par suite de l'extrême frayeur qu'il a ressentie, est resté incapable de proférer une parole ; il ne parle plus que par signes.

## Politique et administration

### Administration municipale
La population de la commune étant comprise entre 500 et 1 499 habitants au recensement de 2017, quinze conseillers municipaux ont été élus en 2020,.

### Liste des maires
| Période                                  | Période        | Identité                     | Étiquette | Qualité                                      |
| ---------------------------------------- | -------------- | ---------------------------- | --------- | -------------------------------------------- |
| Les données manquantes sont à compléter. |                |                              |           |                                              |
|                                          |                |                              |           |                                              |
| ?                                        | juillet 2002   | Michel Legay                 |           |                                              |
| juillet 2002                             | juillet 2006   | Christian Sivadon            |           |                                              |
| juillet 2006                             | mars 2008      | Jean Cazzitti                |           |                                              |
| mars 2008                                | avril 2014     | Véronique Dubeau-Valade      | SE        | Gérante de sociétés                          |
| avril 2014                               | juillet 2020   | Jean-Louis Lafage            | DVG       |                                              |
| juillet 2020                             | novembre 2021  | Jean-Christophe Saint Martin |           |                                              |
| novembre 2021                            | février 2022   | Jean-Paul Alloitteau         |           | Premier adjoint faisant fonctions de maire   |
| février 2022,                            | mai 2024       | Jean-Paul Alloitteau         |           |                                              |
| mai 2024                                 | septembre 2024 | Julie Lumen                  |           | Première adjointe faisant fonctions de maire |
| septembre 2024                           | En cours       | Julie Lumen                  |           | Contrôleur qualité                           |

### Politique de développement durable
La commune a engagé une politique de développement durable en lançant une démarche d'Agenda 21 en 2009.

## Équipements et services publics

### Enseignement
Depuis 2008, Couze-et-Saint-Front est organisée en regroupement pédagogique intercommunal (RPI) avec les communes de Baneuil et Cause-de-Clérans au niveau des classes de maternelle et de primaire. La commune assure la  classe de petite section maternelle, les cours élémentaires et les cours moyens, les autres classes de maternelle et  le cours préparatoire étant assurés par l'école de Baneuil.

### Justice
Dans le domaine judiciaire, Couze-et-Saint-Front relève : 
- du tribunal judiciaire, du tribunal pour enfants, du conseil de prud'hommes et du tribunal de commerce de Bergerac ;
- du pôle Nationalité du tribunal judiciaire de Périgueux (compétent uniquement dans le domaine de la nationalité) ;
- de la cour d'appel, du tribunal administratif et de la  cour administrative d'appel de Bordeaux.

## Population et société

### Démographie

#### Démographie de Saint-Front
Jusqu'en 1829, les communes de Couze et de Saint-Front étaient indépendantes.
| 1793 | 1800 | 1806 | 1821 |
| ---- | ---- | ---- | ---- |
| 270  | 160  | 179  | 190  |

#### Démographie de Couze, puis de Couze-et-Saint-Front
L'évolution du nombre d'habitants est connue à travers les recensements de la population effectués dans la commune depuis 1793. Pour les communes de moins de 10 000 habitants, une enquête de recensement portant sur toute la population est réalisée tous les cinq ans, les populations de référence des années intermédiaires étant quant à elles estimées par interpolation ou extrapolation. Pour la commune, le premier recensement exhaustif entrant dans le cadre du nouveau dispositif a été réalisé en 2007.

En 2022, la commune comptait 715 habitants, en évolution de −0,83 % par rapport à 2016 (Dordogne : +0,37 %, France hors Mayotte : +2,11 %).
| 1793 | 1800 | 1806 | 1821 | 1831  | 1836  | 1841  | 1846 | 1851 |
| ---- | ---- | ---- | ---- | ----- | ----- | ----- | ---- | ---- |
| 644  | 614  | 545  | 516  | 1 010 | 1 046 | 1 001 | 840  | 831  |

| 1856 | 1861 | 1866 | 1872 | 1876 | 1881 | 1886 | 1891 | 1896 |
| ---- | ---- | ---- | ---- | ---- | ---- | ---- | ---- | ---- |
| 815  | 835  | 920  | 733  | 818  | 837  | 842  | 801  | 783  |

| 1901 | 1906 | 1911 | 1921 | 1926 | 1931 | 1936 | 1946 | 1954 |
| ---- | ---- | ---- | ---- | ---- | ---- | ---- | ---- | ---- |
| 840  | 922  | 911  | 766  | 843  | 936  | 886  | 828  | 827  |

| 1962 | 1968 | 1975 | 1982 | 1990 | 1999 | 2006 | 2007 | 2012 |
| ---- | ---- | ---- | ---- | ---- | ---- | ---- | ---- | ---- |
| 885  | 876  | 921  | 831  | 781  | 759  | 773  | 775  | 739  |

| 2017 | 2022 | - | - | - | - | - | - | - |
| ---- | ---- | - | - | - | - | - | - | - |
| 716  | 715  | - | - | - | - | - | - | - |

## Économie

### Emploi
En 2015, parmi la population communale comprise entre 15 et 64 ans, les actifs représentent 274 personnes, soit 37,7 % de la population municipale. Le nombre de chômeurs (quarante-deux) a diminué par rapport à 2010 (quarante-six) et le taux de chômage de cette population active s'établit à 15,2 %.

### Établissements
Au 31 décembre 2015, la commune compte soixante-sept établissements, dont trente-sept au niveau des commerces, transports ou services, quatorze dans la construction, neuf relatifs au secteur administratif, à l'enseignement, à la santé ou à l'action sociale, cinq dans l'industrie, et deux dans l'agriculture, la sylviculture ou la pêche. 
Depuis 2001, la famille Faura a redressé l'entreprise papetière Prat Dumas, alors au bord de la faillite. Aujourd'hui, 50 % de sa production de papiers filtres est destinée à l'exportation. Fondée en 1309 par le pape Clément V, Prat Dumas est la plus ancienne entreprise encore en activité en France. Elle est labellisée Entreprise du patrimoine vivant. Le mardi 3 septembre 2024, Ramon Faura, dirigeant de l’entreprise, a reçu le prix spécial de La Truffe (anciennement Association des Périgourdins de Paris) lors de la 20e édition de cette distinction, en présence du président du Conseil départemental et du président de la Chambre de commerce et d’industrie.

## Culture locale et patrimoine

### Lieux et monuments

#### Monuments historiques
Couze-et-Saint-Front possède trois monuments historiques.
La grotte de la Cavaille, propriété privée, présente quelques peintures rupestres datant du Périgordien. Elle est inscrite au titre des monuments historiques depuis 2007.
Dans le village de Couze-et-Saint-Front, les anciennes papeteries de Couze-et-Saint-Front sont inscrites au titre des monuments historiques en 1989. Elles regroupent un ensemble de bâtiments protégés :
- le moulin de la Rouzique[90],
- le moulin de Merle[91],
- le moulin Sous le Roc[92],
- la maison des contremaîtres[93],
- le moulin des Guillandoux[94],
- la maison face au manoir[95],
- la maison Jardel et son abri sous roche[89],[96].

Dans le même village, le moulin de Larroque est inscrit au titre des monuments historiques en 2013.

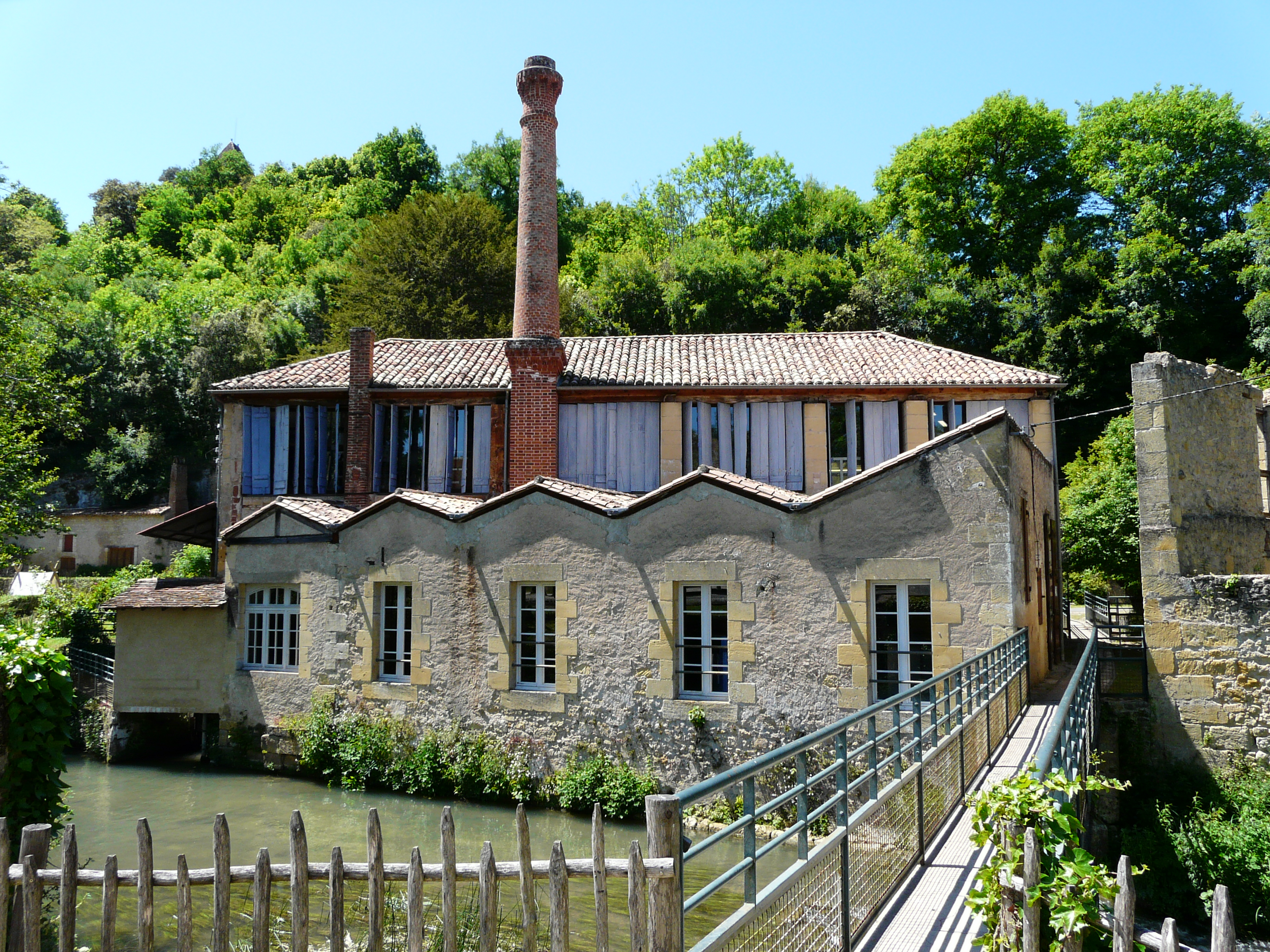
Le côté oriental du moulin de la Rouzique.
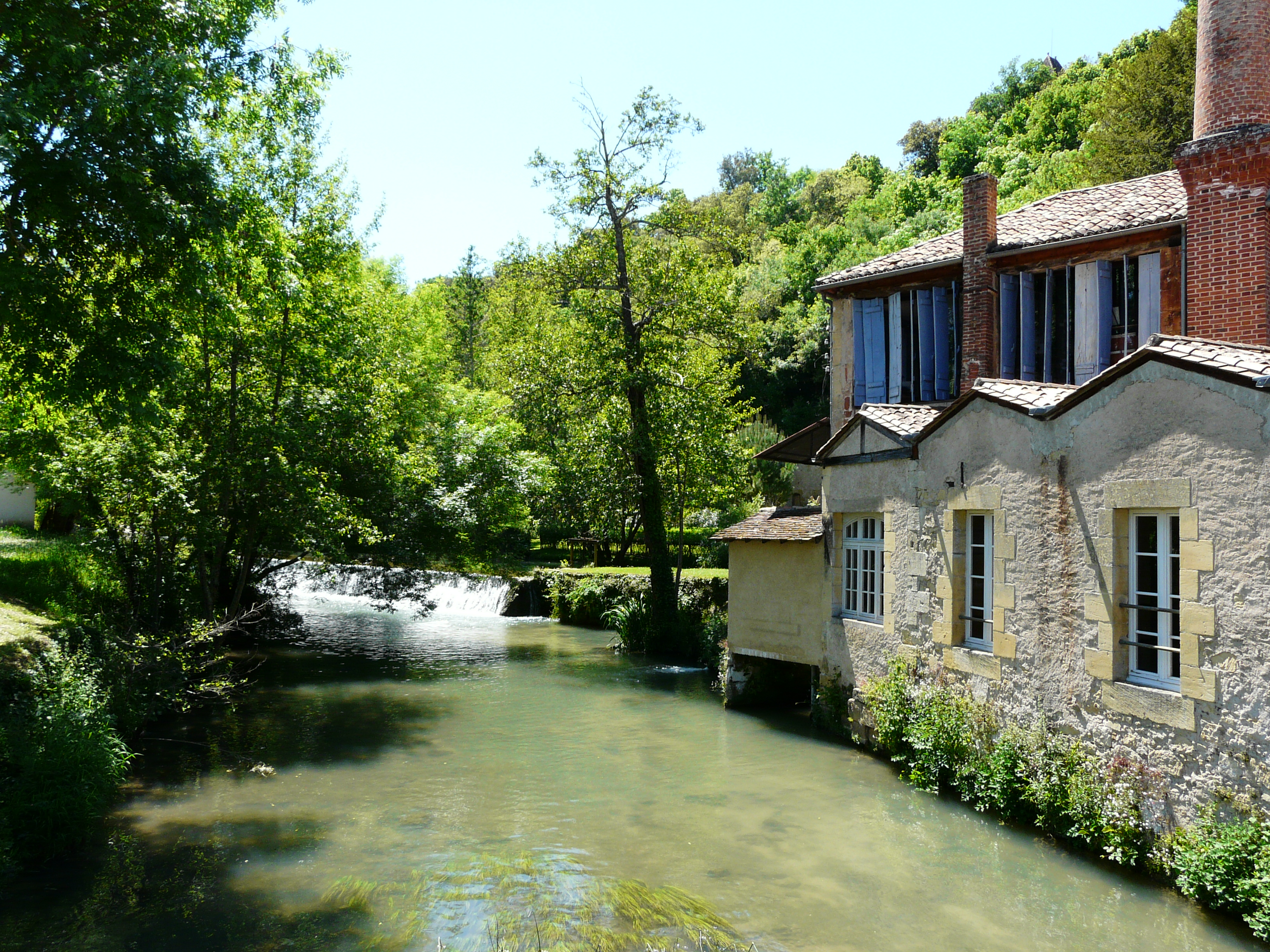
La Couze longe le moulin de la Rouzique.
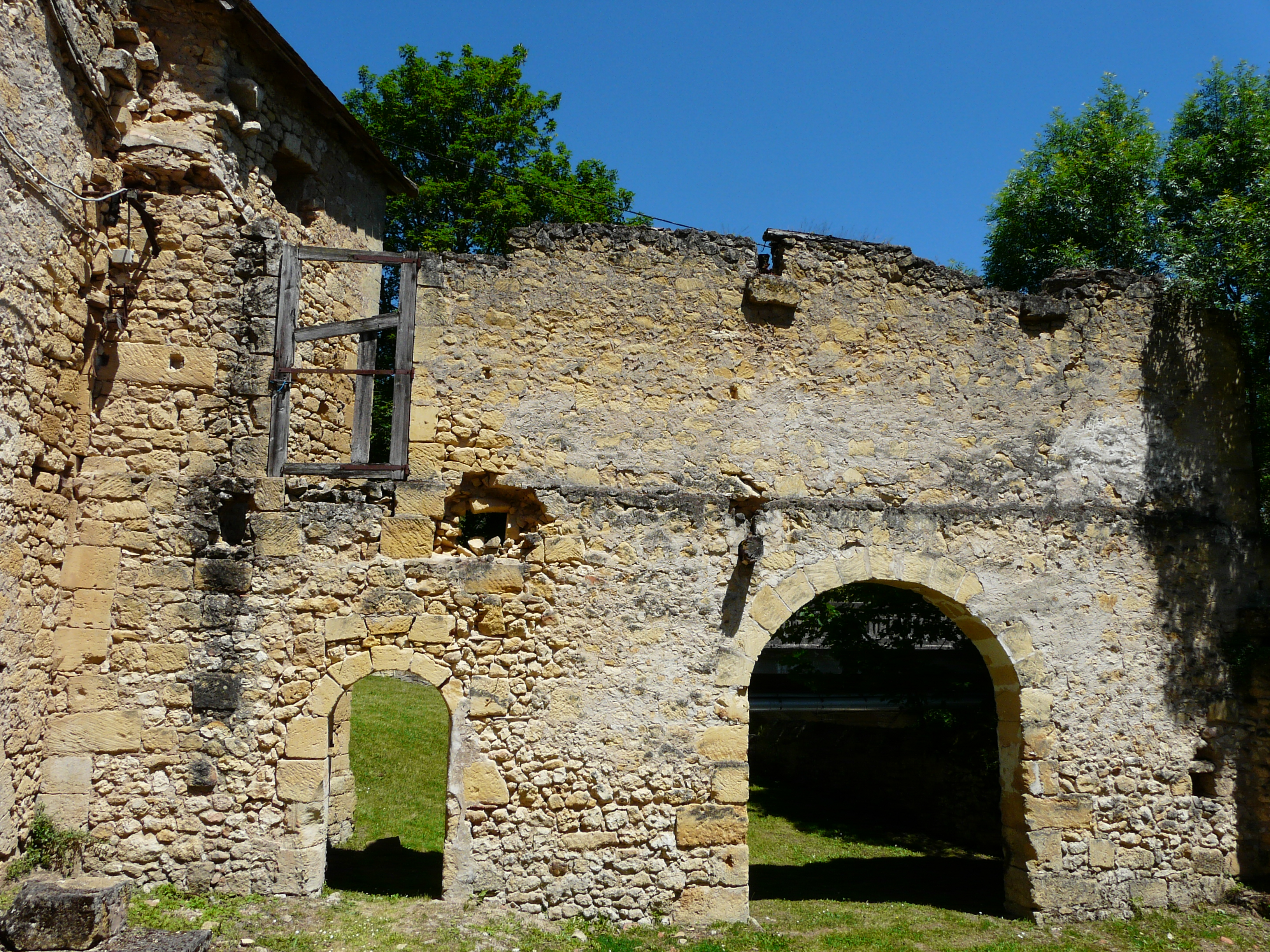
Les ruines du moulin des Merles.
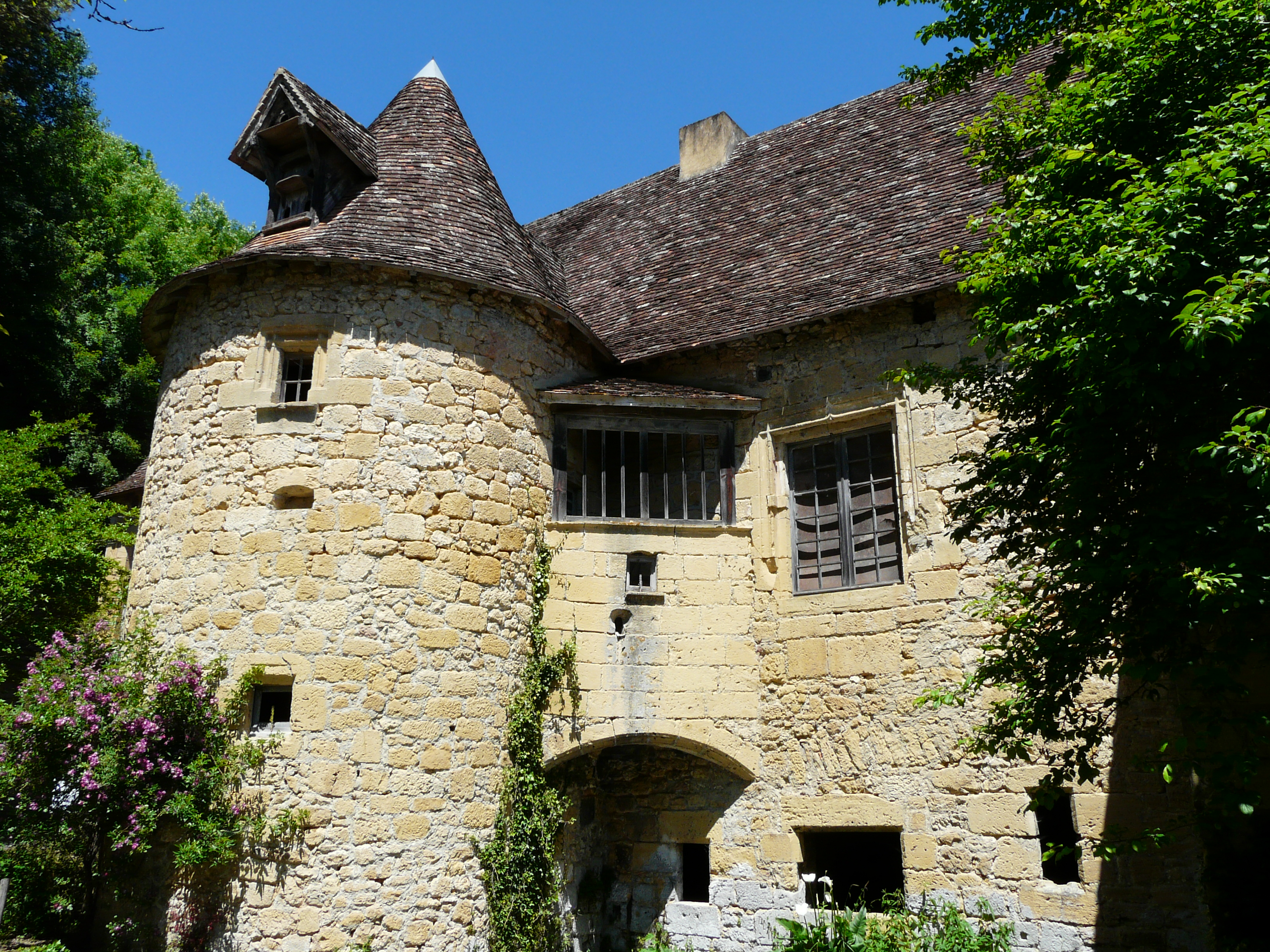
Le moulin Sous le Roc.
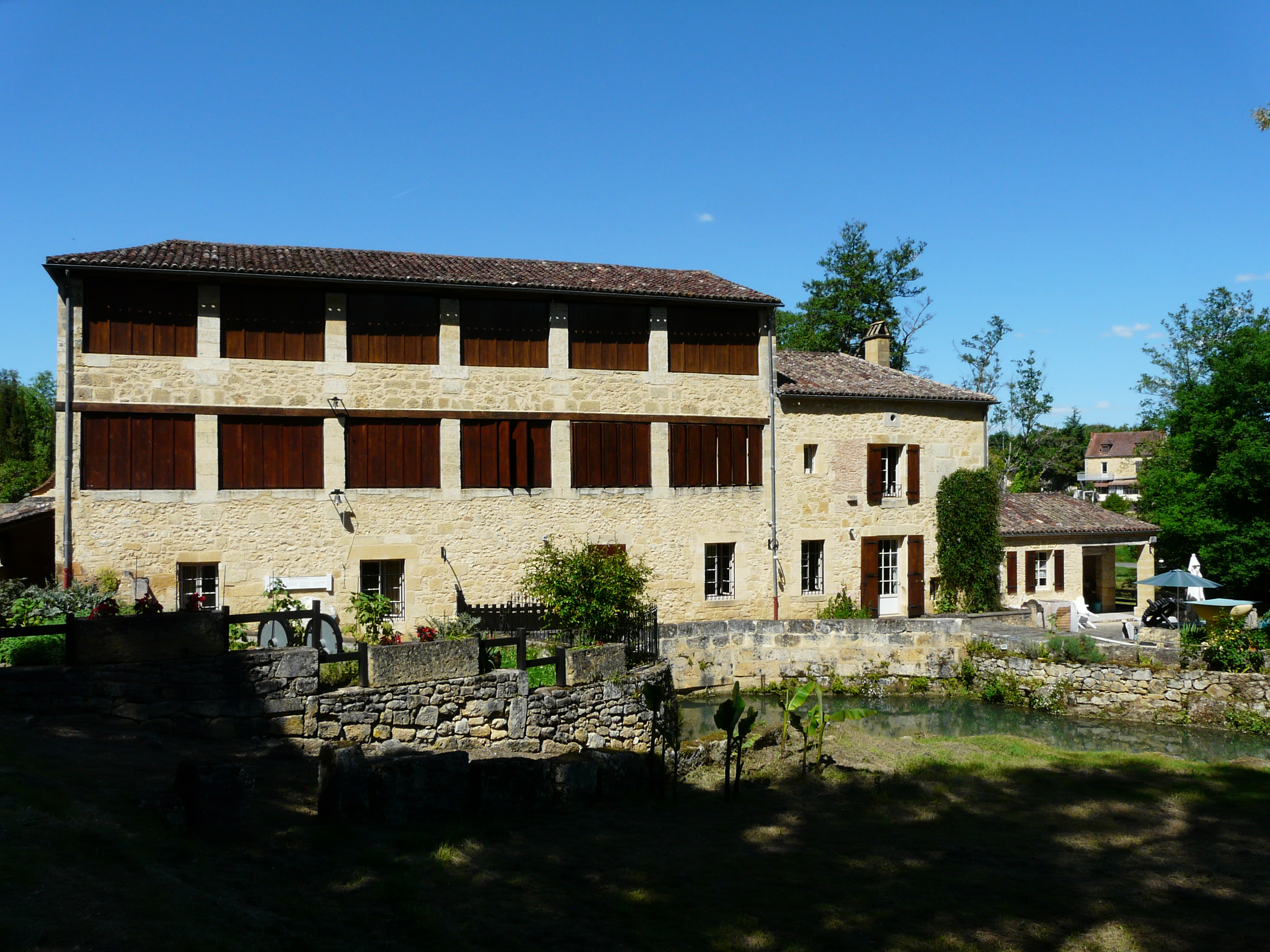
Le moulin des Guillandoux.
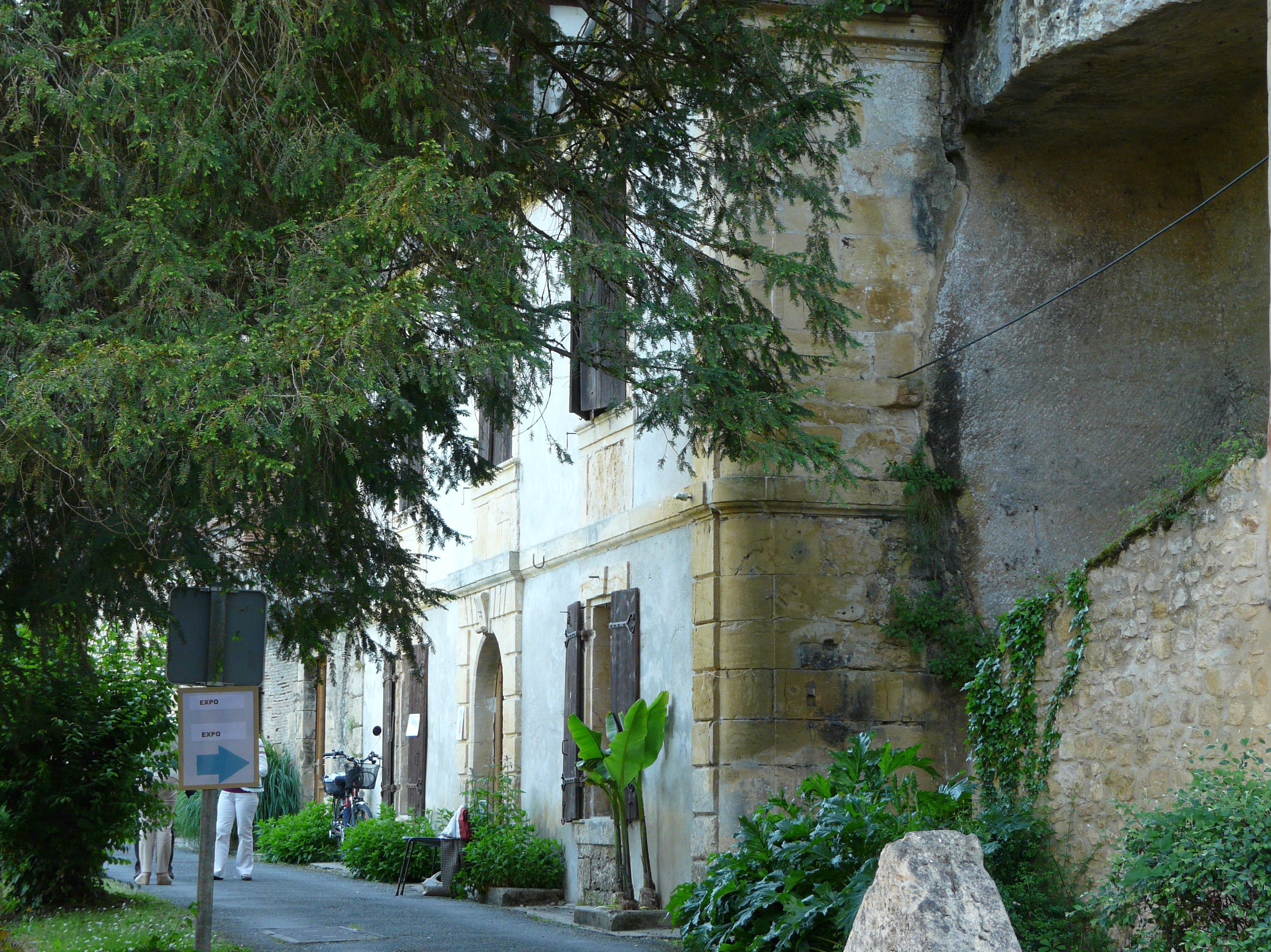
La maison Jardel.
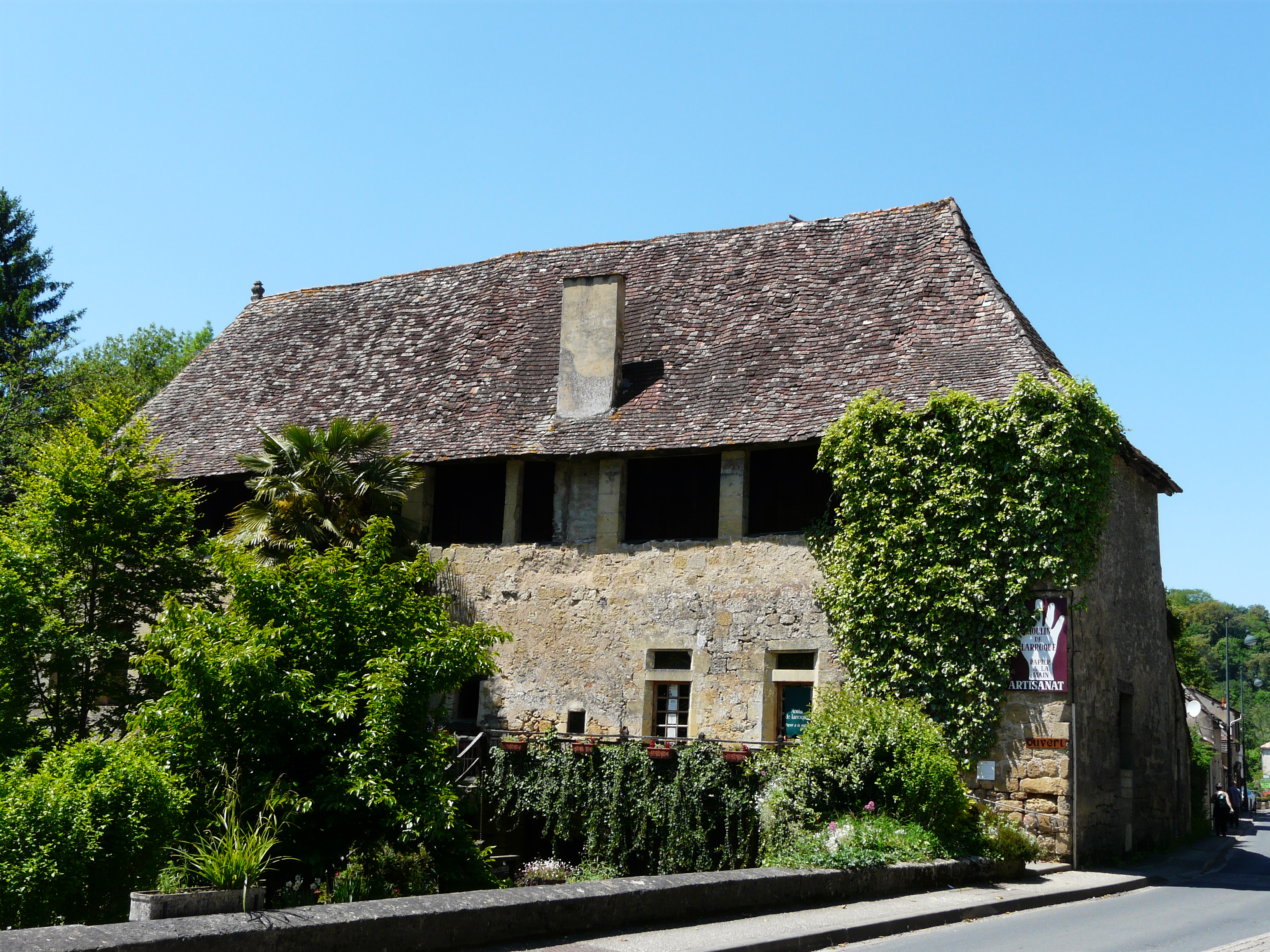
Le moulin de Larroque.

#### Autres monuments remarquables
Trois églises se trouvent sur la commune : 
- l'église Saint-Front de Colubry (ou Colubri)[98], en haut de la falaise, domine la Dordogne et fait face à la bastide de Lalinde,
- l'ancienne église Saint-Pierre de Couze remonte au XIIe siècle. Elle présente un clocher-mur et un enfeu[99]. Elle a été remplacée par
- l'église Saint-Étienne à la fin du XIXe siècle[100].

Édifié en 1841 et d'une longueur de 115 mètres, le pont de Couze franchit la Dordogne en reliant Couze-et-Saint-Front à Port de Couze (commune de Lalinde).

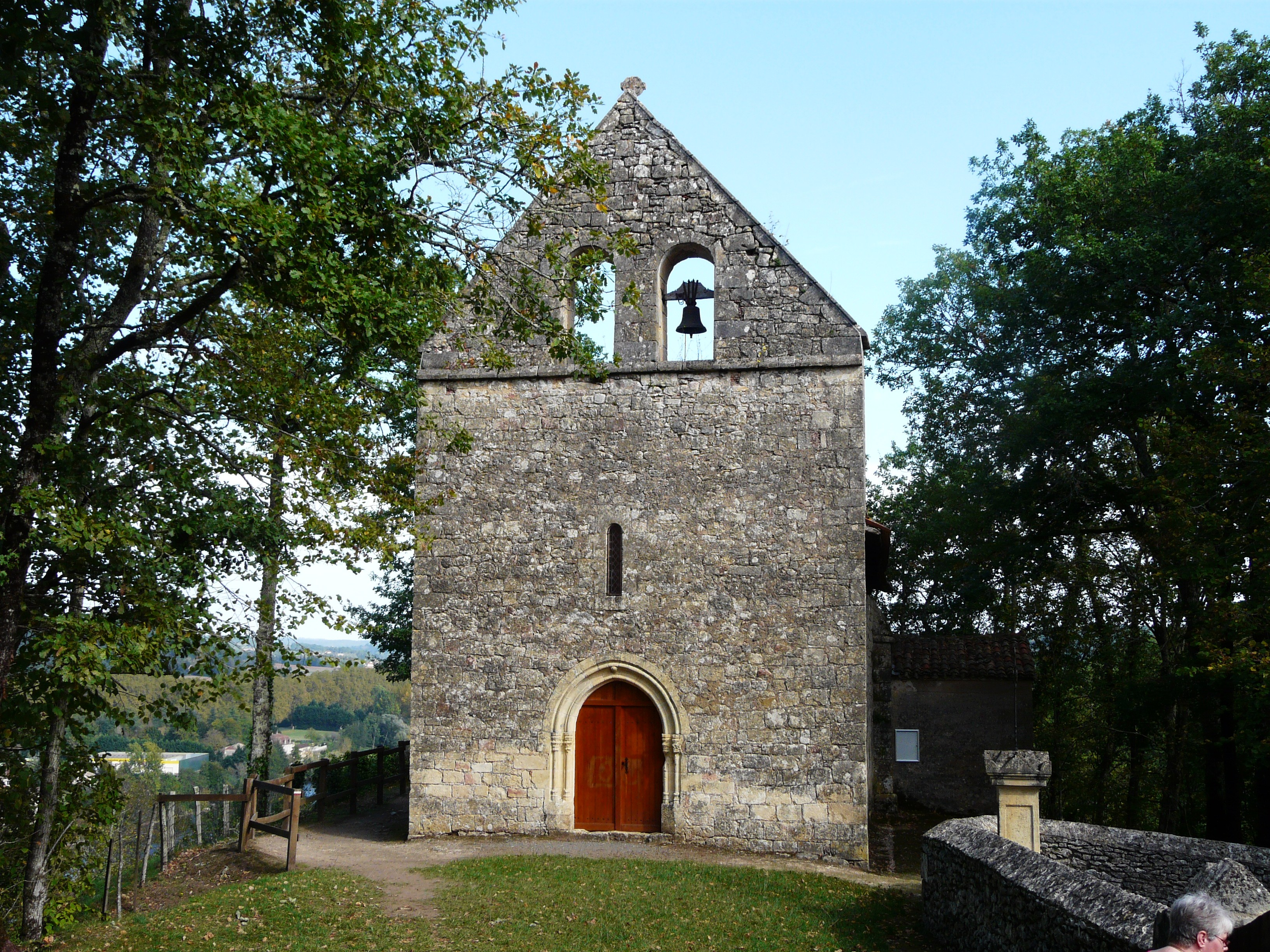
Le clocher-mur de l'église Saint-Front de Colubry.
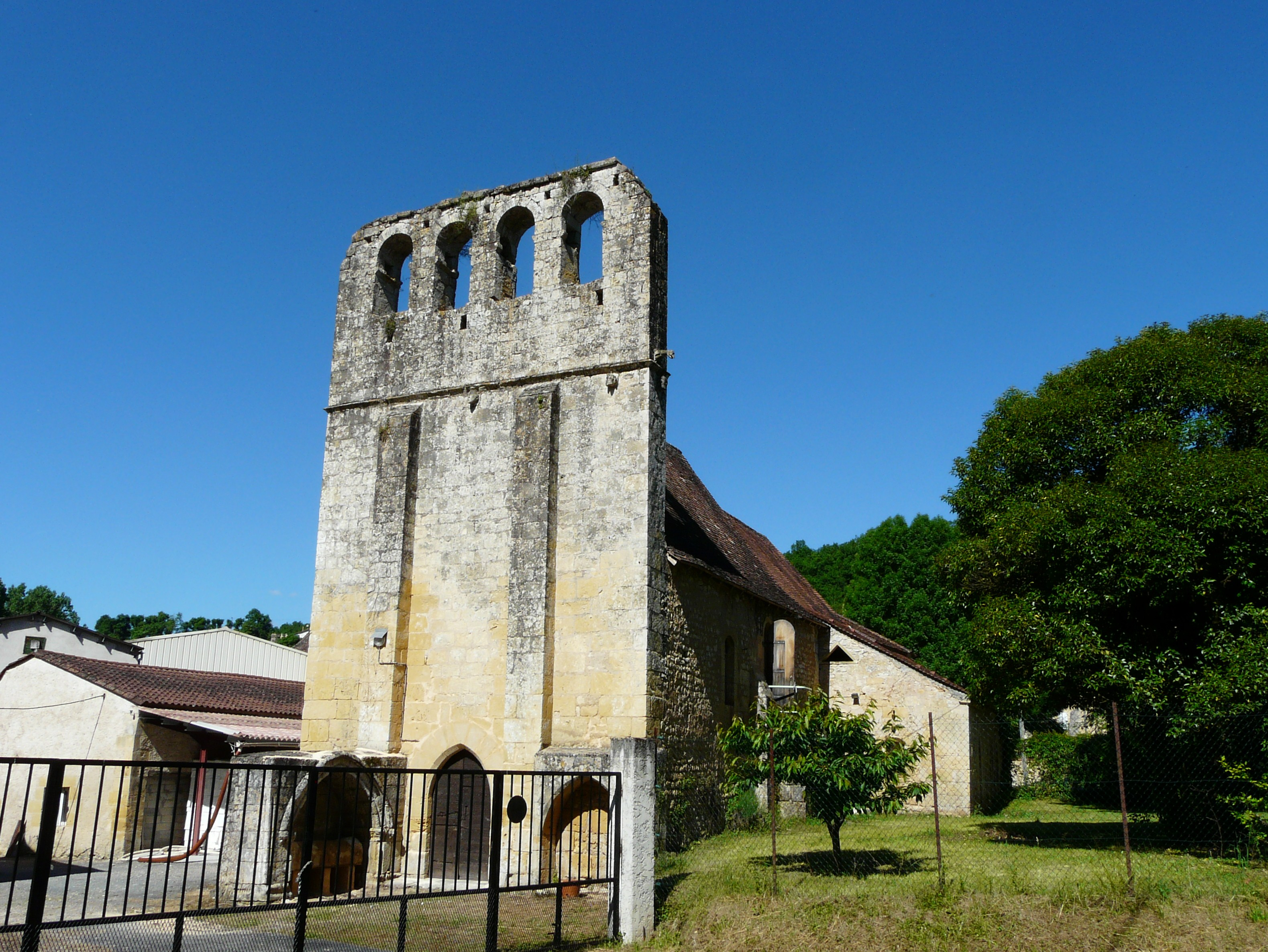
L'église Saint-Pierre.
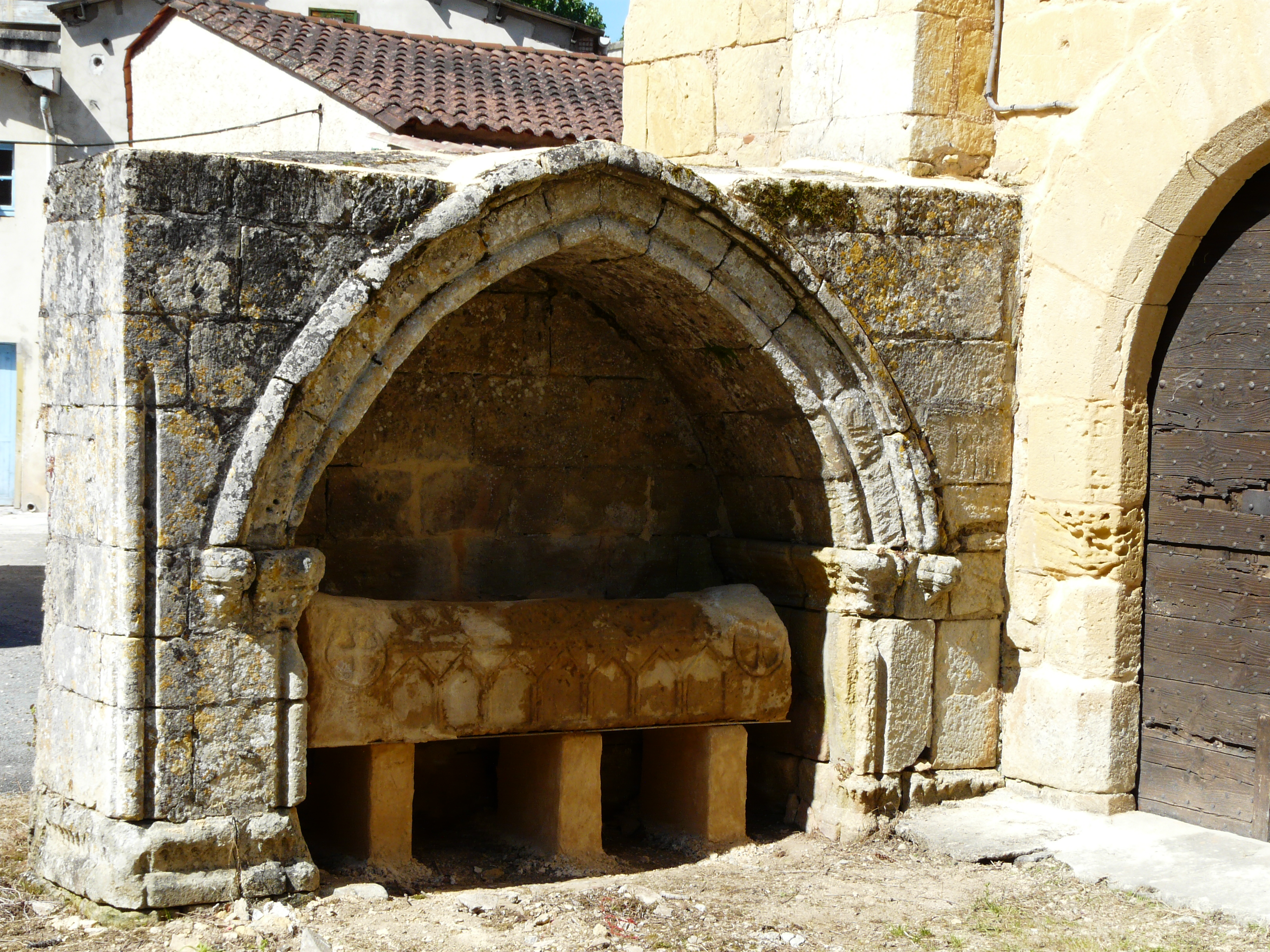
Tombeau de Templier dans un enfeu, à l'extérieur de l'église Saint-Pierre.
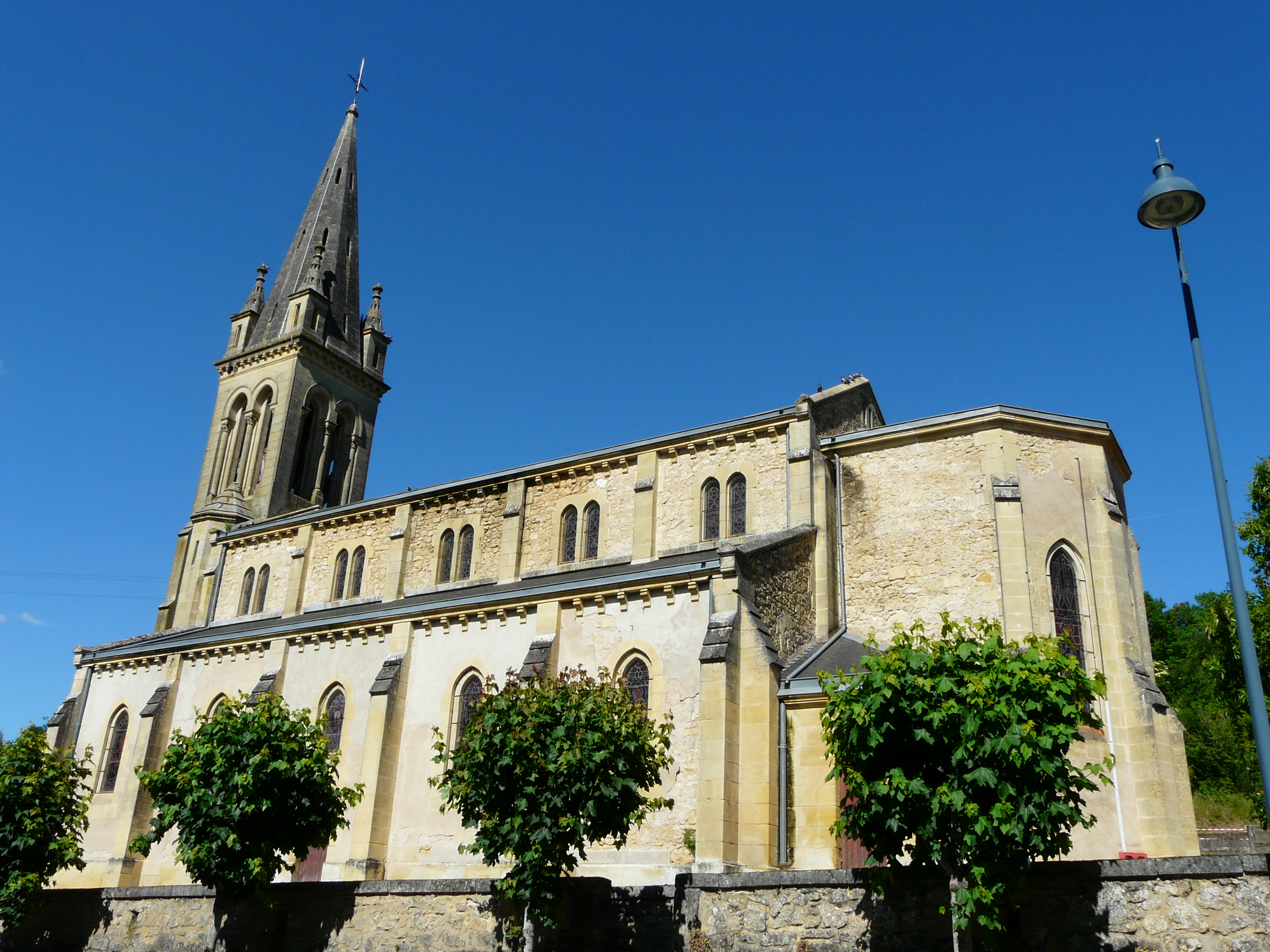
L'église Saint-Étienne.
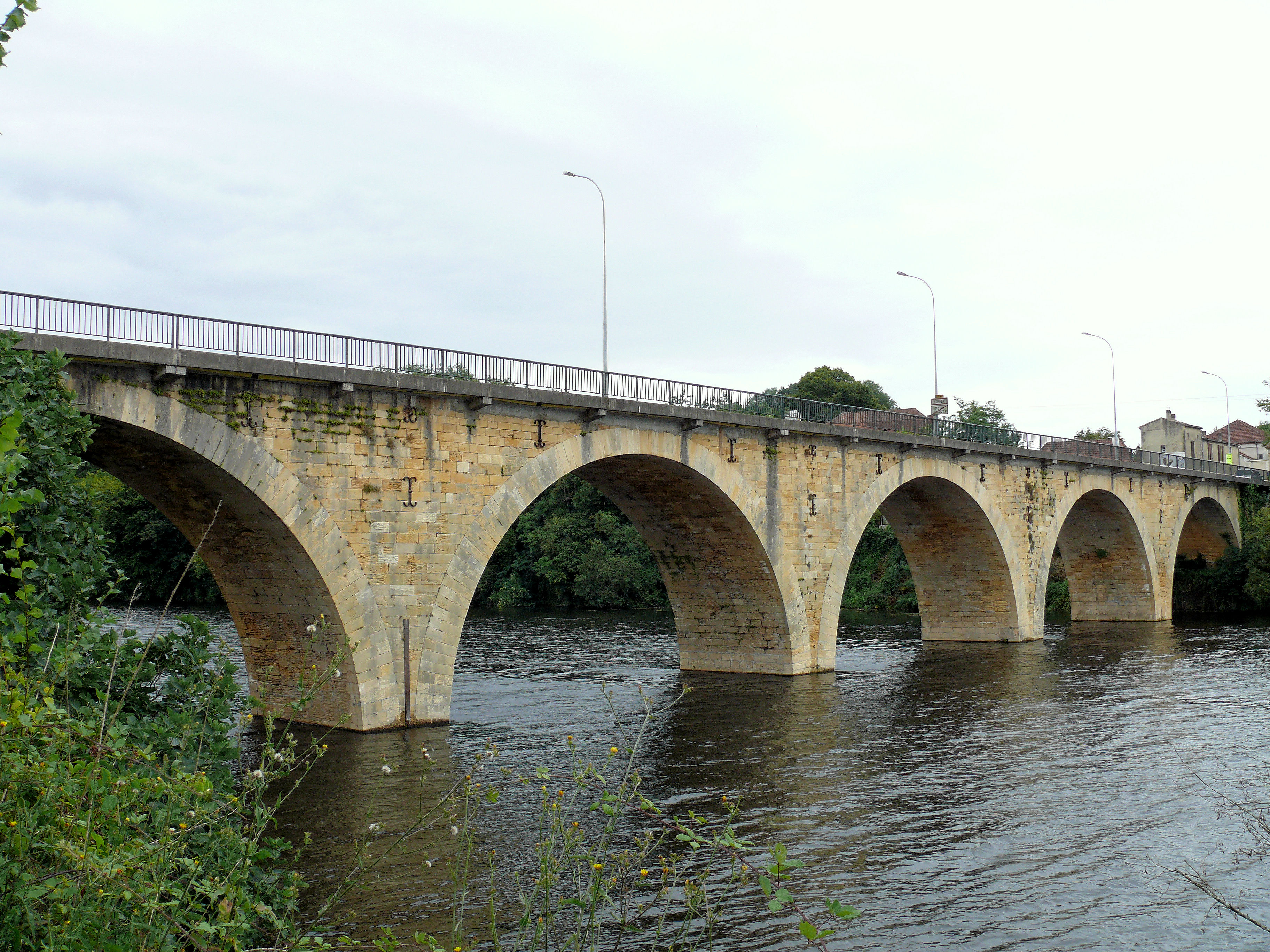
Le pont de Couze vu depuis Port de Couze.

#### Musée
- Écomusée du Papier, visite du moulin créé en 1534[102].

## Pour approfondir